# تقاطع مرعش الثلاثي

تقاطع مرعش الثلاثي عند تقاطع فالق شرق الأناضول وصدع البحر الميت

تقاطع مرعش الثلاثي هو تقاطع جيولوجي ثلاثي يتكون من ثلاث صفائح تكتونية : صفيحة الأناضول والصفيحة الإفريقية والصفيحة العربية.
يقع تقاطع مرعش الثلاثي في نقطة اصطدام الصفيحتين الأفريقية والعربية جنبًا إلى جنب، وكلاهما ينجرفان شمالًا ويتم تحديدهما من خلال صدع البحر الميت باتجاه شمال-جنوب (وهو في حد ذاته امتداد لأودية الصدع الإفريقي)، المصطدم بصفيحة الأناضول الواقعة في طريقه في فالق شرق الأناضول. موقع التقاطع قريب جدًا من مدى خليج إسكندرون. بعد سكون طويل، تمزق هذا التقاطع بسبب الزلزال العنيف الذي ضرب تركيا وسوريا عام 2023.

## أنظر أيضًا
- تقاطع كارليوفا الثلاثي